# Boki (peuple)
Pour les articles homonymes, voir Boki.
Les Boki  sont une population d'Afrique de l'Ouest et du Centre, vivant principalement dans l'État de Cross River au Nigeria, mais également dans l'ouest du Cameroun.
Leur nombre est estimé à environ 350 000. Ils produisent traditionnellement des ignames et de l'huile de palme, et beaucoup d'entre eux vivent aujourd'hui dans les villes nigérianes.

## Ethnonymie
Selon les sources et le contexte, on observe plusieurs formes : Bokyi, Byoki, Nfua, Nki, Okii, Osikom.

## Langue
Leur langue est le boki, une langue bendi.

## Culture

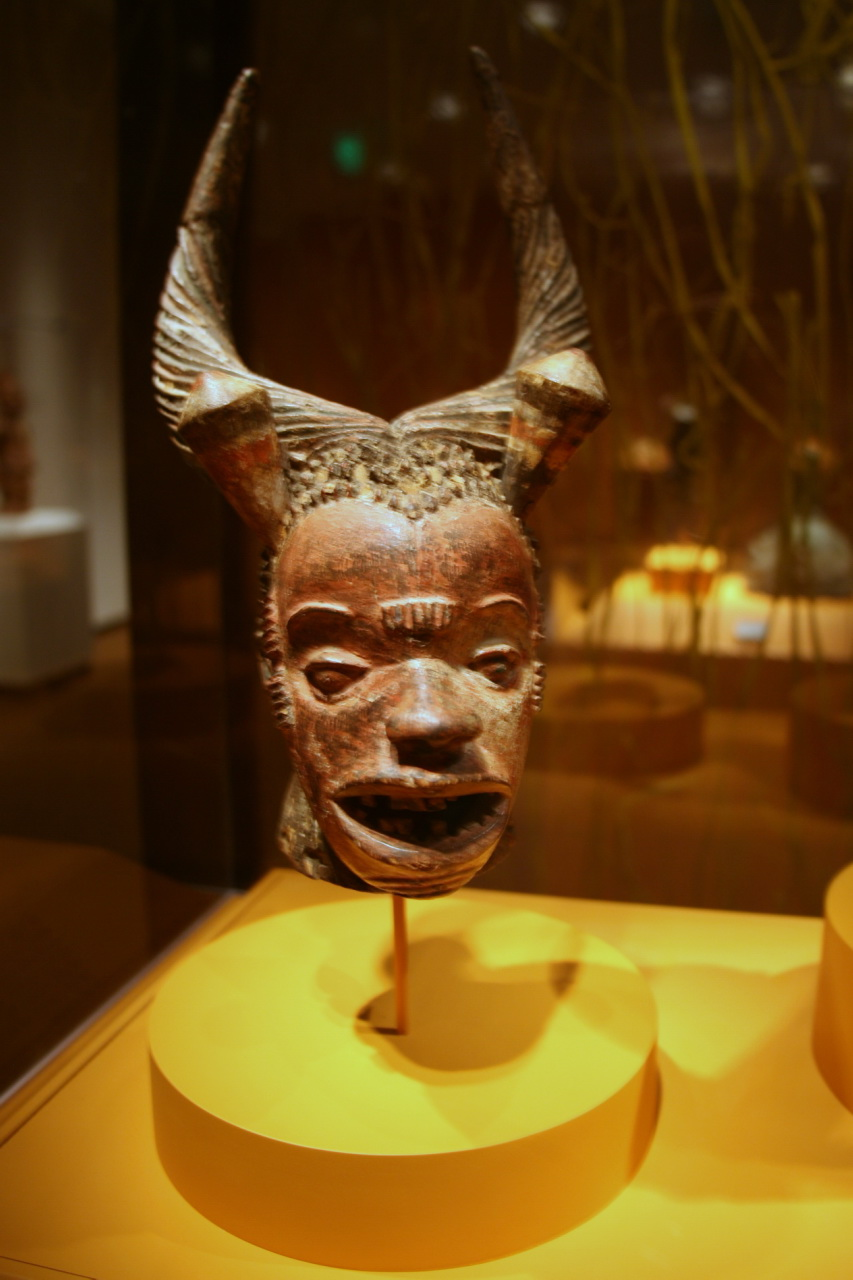
Masque
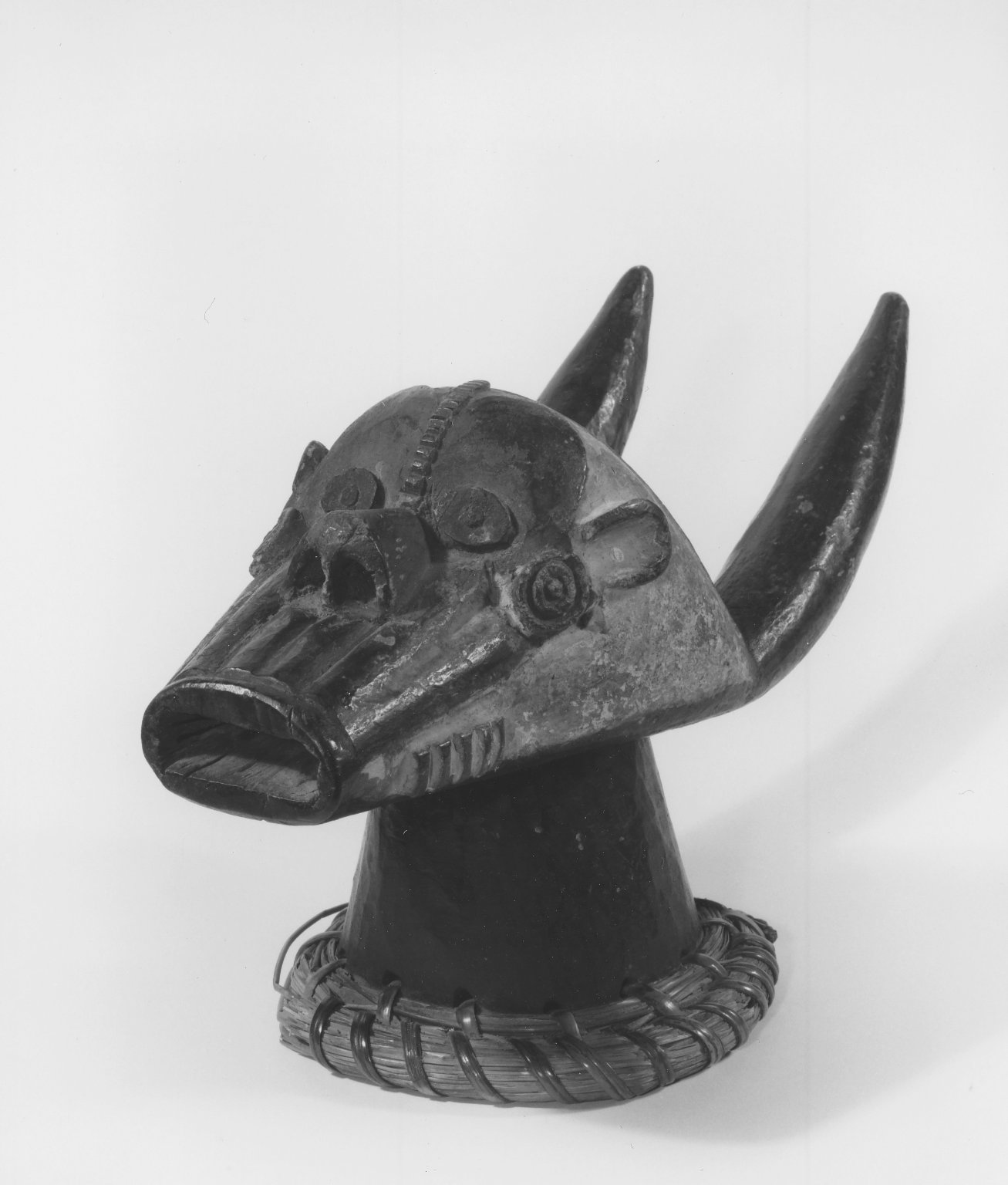
Cimier boki ou ejagham
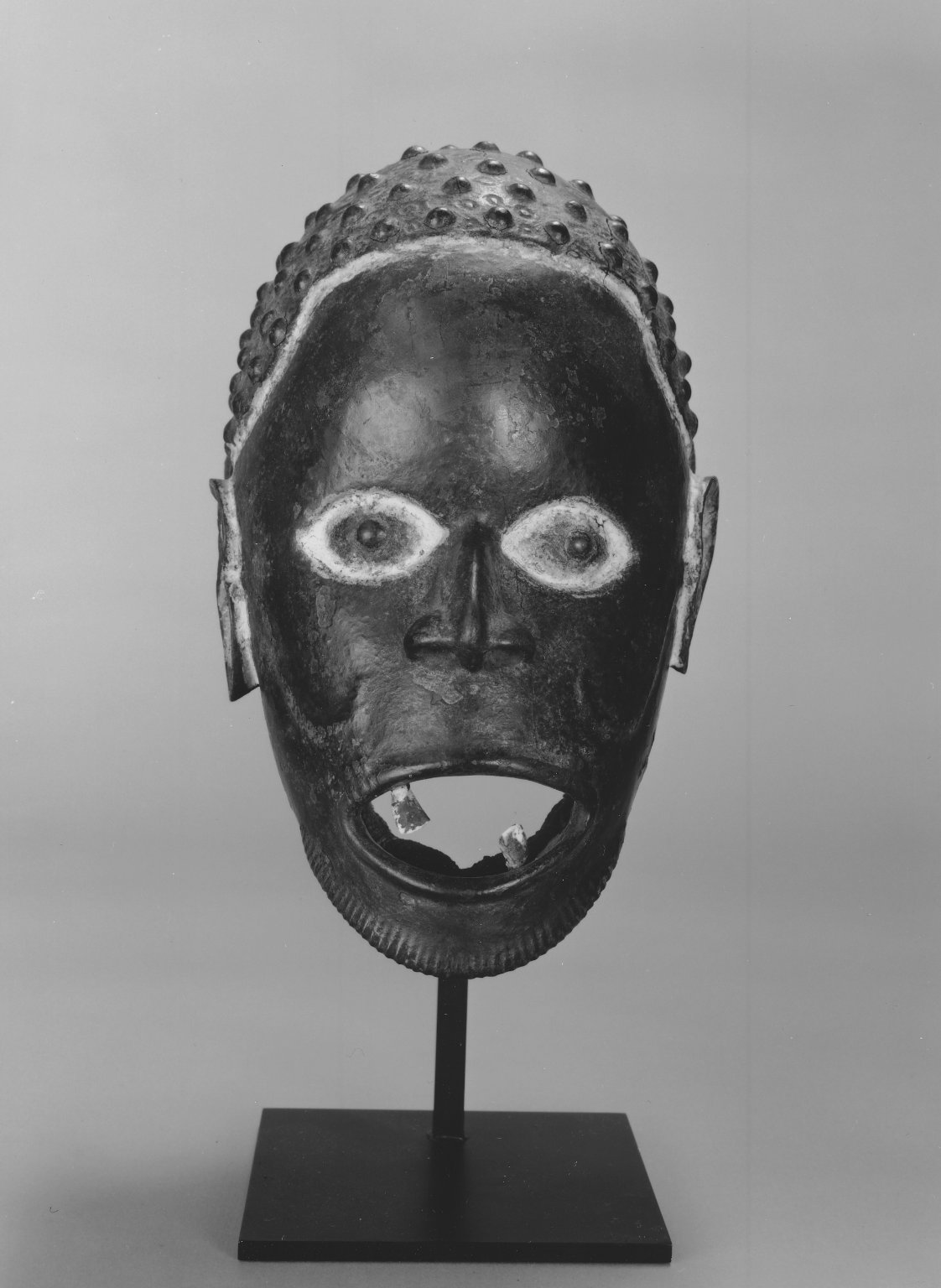
Masque avec deux dents humaines